# St Patrick's Cathedral, Dublin

Saint Patrick’s Cathedral i Dublin i Irland (även kallad The National Cathedral and Collegiate Church of Saint Patrick, Dublin, på iriska Árd Eaglais Naomh Pádraig) är den större av den anglikanska Irländska kyrkans två katedraler i Dublin och den största kyrkobyggnaden på ön Irland. Katedralen uppfördes åren 1191 till 1270. Dublins anglikanska ärkebiskopssäte finns förvisso numera enbart i Christ Church Cathedral; Patrikskatedralen är i stället nationell katedral för hela Irland.
Den katolske ärkebiskopen i Dublin har sitt säte i Pro-Cathedral of the Immaculate Conception of the Blessed Virgin Mary. I Armagh finns såväl en katolsk som en anglikansk katedral uppkallade efter Sankt Patrik som båda är ärkebiskopssäten.